# Hesov
Hesov je základní sídelní jednotka, která je součástí města Přibyslav. Hesov se jmenuje podle místního podnikatele a majitele dvora, stavebníka Josefa Hesse, který v místě postavil v roce 1838 obecní cihelnu.

## Historie
Hesovský dvůr je spjat svou historií s podnikatelem a stavebníkem Josefem Hessem, rodákem z Nemyšli (* 3. dubna 1780). Ten zde zakoupil v roce 1838 dvůr a postavil obecní cihelnu, kolonii domků a svou výstavní vilu. Pozemku se tehdy říkalo „v Kytlovu“ nebo též „U studánky“, a tak rozrůstající se vesnice získala svůj německý název Schönbrunn („Krásná studna“). Dne 12. května 1850 byla ves vysvěcena a pokřtěna podle zakladatele Hesov. Sám Josef Hesse zemřel o dva roky později, 24. dubna 1852.
Na poli nazývaném „Na zadním Keništi“ nebo „Na zadní Jenči“, které Josef Hesse od Přibyslavi odkoupil, postavil dvůr a škrobárnu. Později v Hesově působila škrobárenská společnost Amylon a v její budově roku 1924 zahájila provoz pozdější známá mlékárenská společnost Pribina.

## Křížová cesta
Na podzim roku 2022 vznikne nová křížová cesta která povede z Hesova ke kříži nad osadou Uhry. Křížové cesty mívají čtrnáct zastavení, tato jich však bude mít pouze třináct, čtrnáctým bude samotný kříž, který se na návrší nad Přibyslaví tyčí již od přelomu let 2020/21. Cesta z Hesova ke kříži je dlouhá zhuba 1300 m, do podzimu má být osázena i novými stromy. Cestu vytvořil kovář Petr Štáfl, prasynovec známého výtvarníka Otakara Štáfla, jehož otec (řezbář),  zase vytvořil známou sochu Hnáta pro brodskou Starou radnici. Cesta je celá kovaná.